# A piedi nudi (singolo)
A piedi nudi è un singolo del 1993 di Angela Baraldi, scritto dalla stessa cantante insieme a Marco Bertoni ed Enrico Serotti.
Dopo aver debuttato nel 1990 con l'album d'esordio Viva, prodotto da Lucio Dalla e Bruno Mariani, la cantante bolognese partecipa nel 1993 al 43º Festival di Sanremo nella sezione "Novità", e, pur venendo eliminata dopo la prima esecuzione durante la seconda serata, vince il Premio della Critica.
Il brano verrà inserito in Mi vuoi bene o no?, secondo album della Baraldi. La canzone non era inedita, essendo stata presentata nel settembre 1992, durante un concerto tenuto da Dalla su Radio Rai, con il titolo Il matto, ma nonostante le polemiche non è stata esclusa dal Festival.